# Joke Kersten
Johanna Wilhelmina (Joke) Kersten (Beugen, 11 april 1944 – Grubbenvorst, 6 augustus 2020) was een Nederlandse sociaal geografe en politica.

## Loopbaan
Kersten studeerde in 1972 af in de sociale geografie aan de Katholieke Universiteit Nijmegen. In 1990 promoveerde zij aan dezelfde universiteit op twee casestudies in Ierland en Duitsland
In 1968 ging zij werken in het middelbaar onderwijs, tot 1988 als docent aardrijkskunde in Nijmegen en daarna als conrector in Den Bosch. Van 1990 tot 1994 was zij Tweede Kamerlid namens de PvdA, daarna werd ze (waarnemend) burgemeester in diverse gemeentes. In september 2004 werd zij waarnemend burgemeester van Uden, gevolgd door een benoeming door de Kroon op 1 mei 2005. Per 1 april 2009 ging zij met pensioen.
Kersten was een van de zeven 'Burgemeesters voor Vrede' die overleg plegen over de wijze waarop zij concrete bijdragen kunnen leveren aan een kernwapenvrije wereld. Onder de gemeente Uden valt vliegbasis Volkel, waar mogelijk Amerikaanse nucleaire bommen liggen.
Joke Kersten overleed in 2020 op 76-jarige leeftijd aan alvleeskanker.
- Gemeinsame Normdatei: 170886875
- International Standard Name Identifier: 0000 0003 8385 3705
- Library of Congress Control Number: n91106616
- Nederlandse Thesaurus van Auteursnamen: 075022303
- Parlement.com: vg09llpegh1t
- SNAC: w6tq8h50
- Virtual International Authority File: 271874800
- WorldCat: E39PBJfcRQYtXj83JTWdQjhJXd